# Dariusz Michalczewski
Dariusz Tomasz Michalczewski (Gdansk, 5 mei 1968) is een voormalig Pools-Duitse bokser in het lichtzwaargewicht en cruisergewicht. Hij won de WBO- , WBA- en IBF-titel in het lichtzwaargewicht. Ook won hij de WBO-titel in het cruisergewicht.

## Amateurcarrière
Michalchewski kwam in zijn jeugd uit voor Polen en behaalde in 1986 een zilver medaille op de Europese jeugdkampioenschappen. Hij verhuisde hierna naar Duitsland en werd in 1991 een Duits staatsburger. Onder de Duitse vlag werd hij in 1991 Europees kampioen in het halfzwaargewicht.

## Begin profcarrière
Op 16 september 1991 maakte Dariusz Michalczewski zijn profdebuut. Hij versloeg de Amerikaan Frederic Porter op technisch knock-out. Zijn eerste twaalf gevechten werden voortijdig beslist. Op 13 februari 1993 won hij de Duitse lichtzwaargewichttitel door Ali Saidi te verslaan op technisch knock out in de tiende ronde. Enkele maanden later behaalde hij ook zijn eerste internationale titel, de IBF Intercontinental-titel, door de Engelsman Noel Magee te verslaan op technisch knock-out in de achtste ronde.

## Wereldtitels
Op 10 september 1994 won Michalczewski de WBO-lichtzwaargewichttitel door de Amerikaan Leeonzer Barber op punten te verslaan. Enkele maanden later won hij ook de WBO-cruisergewichttitel door de Argentijn Nestor Hipolito Giovannini te verslaan op technisch knock-out in de negende ronde. Deze titel gaf hij echter op en hij bleef uitkomen in de lichtzwaargewichtklasse. Op 13 juni 1997 won hij ook de IBF- en WBA-titel in het lichtzwaargewicht door de Amerikaan Virgil Hill op punten te verslaan. Hij zou zijn WBO-titel 8,5 jaar in bezit houden en vierentwintig keer met succes verdedigen, een record in het lichtzwaargewicht. 

## Verlies wereldtitels en einde carrière
Op 18 oktober 2003 verdedigde Michalczweski voor de vijfentwintigste keer zijn WBO-lichtzwaargewichttitel tegen de Mexicaan Julio Cesar Gonzalez. Hij was op dat moment al achtenveertig gevechten op rij ongeslagen. Het gevecht werd beslist op punten en twee van de drie scheidsrechter wezen de Mexicaan als winnaar aan. Op 26 februari 2006 was het laatste gevecht van Michalczweski. Hij verloor op technisch knock-out in de zesde ronde van de Fransman Fabrice Tiozzo in een strijd om de WBA-lichtzwaargewichttitel. Enkele maanden na het gevecht kondigde Michalczweski zijn afscheid aan van de bokssport.

## Persoonlijk
Michalczewski is bevriend met acteur en zanger Mark Wahlberg. In 1995 schreef Wahlberg een nummer over Michalczewski genaamd 'No Mercy'. Michalczewski speelde mee in de clip.
Er is een energiedrank naar hem genoemd genaamd 'Tiger Energy Drink'. In 2006 is er een bekroonde documentaire over zijn leven gemaakt genaamd 'Tiger'.